# Franciszek Bochynek
Franciszek Bochynek (ur. 20 września 1890 w Świętochłowicach, zm. 8 lipca 1921 w Świętochłowicach) – działacz komunistyczny.
Urodził się w Świętochłowicach w rodzinie górniczej. W latach 1910–1921 pracował w miejscowej hucie "Falva". W 1917 roku wspólnie z dwa lata młodszym bratem Brunonem wstąpił do SPD. 
Był jednym z założycieli Komunistycznej Partii Górnego Śląska. Był sekretarzem Komietetu Partyjnego w rodzinnych Świętochłowicach. 
Franciszek Bochynek został aresztowany wraz z bratem na początku III powstania śląskiego, lecz zwolniono go na początku lipca. Jednak po kilku dniach zmarł na zapalenie płuc.